# Calle de Hermosilla
La calle de Hermosilla es una vía de la ciudad de Madrid en el distrito de Salamanca. Cruza de parte a parte el barrio de Salamanca en dirección oeste-este, desde el paseo de la Castellana hasta la calle de Diego Bahamonde, en el barrio de la Fuente del Berro. Dedicada desde 1871, según Pedro de Répide, a José Mamerto Gómez Hermosilla, escritor y periodista madrileño.

## Historia

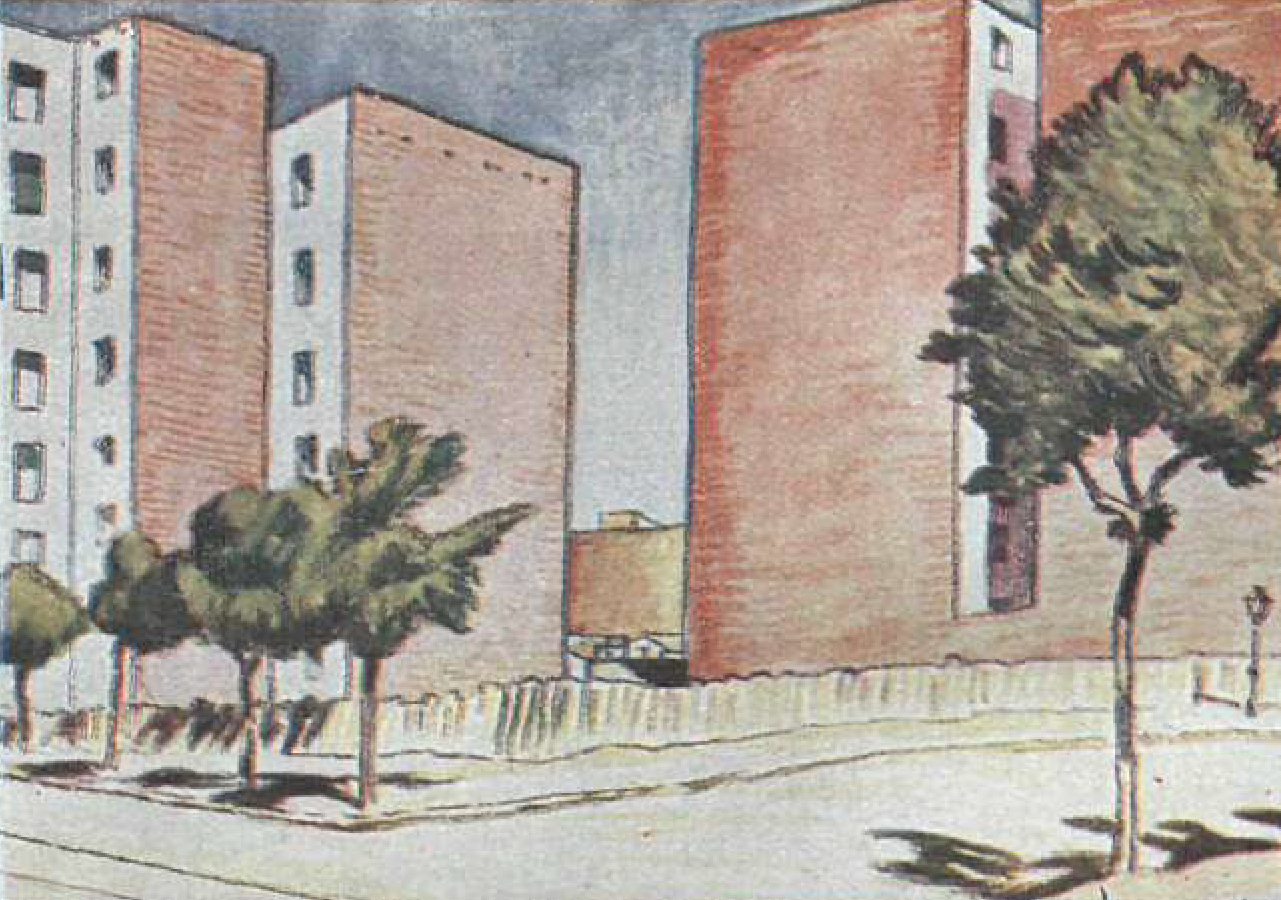
Calle de Hermosilla en la primera mitad del (La Esfera, 1924).

En su origen, comenzaba en la calle de Serrano y se perdía en los descampados del ensanche de Madrid. Su primer tramo, hasta la calle de Velázquez llevó durante unos años el nombre de la Concepción, por la iglesia de la Concepción, al parecer el primer templo del primitivo barrio de Salamanca, (que haciendo esquina a Claudio Coello, y según Peñasco y Cambronero se subastó en 1875 pasando a manos particulares); Répide, por su parte, la da como construida en 1875 y derribada medio siglo después.
En el número 57 tuvo Prensa Gráfica sus oficinas, redacción y talleres de fotograbado, donde se editaron las revistas ilustradas Mundo Gráfico, Nuevo Mundo La Esfera, y que se había trasladado allí desde su tradicional domicilio en la calle de la Montera, 39. Más tarde se instalarían allí Triunfo (entre 1948-1954), y desde 1963, la agencia Europa Press.
En el número 85, esquina con la calle General Diaz Porlier, estuvo el antiguo Mercado de Torrijos, construido en la década de 1940 y derribado en 2006. Vendido por el Ayuntamiento de Madrid a la Inmobiliaria Espacio por 45,6 millones de euros, con la condición de habilitar un nuevo mercado, se inauguró tal espacio en 2011 con 104 pisos en la parte superior.

### Vecinos
El político Antonio García Alix que falleció el 29 de noviembre de 1911 en su domicilio, en el número 11. El político Gabriel Arias-Salgado, que tuvo en el número 29 de la calle su domicilio y le sorprendió la muerte en la escalera de este el 26 de julio de 1962.

## Edificios
Además de locales de espectáculos de rancia tradición en el barrio de Salamanca, como el teatro Infanta Beatriz (esquina a Claudio Coello) o el cine Salamanca (con fachada principal en la calle del Conde de Peñalver, número 8), pueden citarse edificios de viviendas como:
- La antigua casa-palacio de Tomás de Beruete en Madrid (España), en la esquina con el número 25 de la calle de Serrano.

- El antiguo hotel Fénix (luego Tryp Fénix), en el inicio de la calle, esquina a la Castellana;[10] diseñado por Fernando Cánovas del Castillo y de Ibarrola en 1956. Y frente a él, el antiguo edificio de oficinas de IBM, en el nº 4 del Paseo de la Castellana, según proyectado de Miguel Fisac Serna, construido de 1966 a 1968.

- La iglesia Anglicana Episcopaliana de San Jorge, en el número 45, esquina a la calle de Nuñez de Balboa; obra de Teodoro de Anasagasti en 1926.[11]

### Patios recoletos
Herencia verde del diseño original de patios interiores de las manzanas del barrio de Salamanca, se conservan algunos ejemplos, todos ellos privatizados aunque en su origen eran públicos. Cabe destacar el jardín trasero del palacete de don Luis Redonet López-Dóriga, construido en 1910 por Joaquín Saldaña (a la altura del número 43 de Hermosilla, casi esquina a Castelló; el gran patio ajardinado conservaba al inicio del siglo xxi, árboles centenarios, parterres y setos con obra de cerámica y una fuente con la figura de niño fundida en hierro. Otro modelo lo constituyen los jardines interiores con espacios comerciales en el número 26. Estos patios recoletos, al igual que los de las manzanas de Serrano, han quedado bajo la protección municipal de nivel 1, el máximo.